# Chanatip Sonkham
Chanatip Sonkham (1 de marzo de 1991) es una deportista tailandesa que compite en taekwondo.
Participó en los Juegos Olímpicos de Londres 2012, obteniendo una medalla de bronce en la categoría de –49 kg. En los Juegos Asiáticos consiguió dos medallas en los años 2010 y 2014.
Ganó una medalla en el Campeonato Mundial de Taekwondo de 2013, y cuatro medallas en el Campeonato Asiático de Taekwondo entre los años 2010 y 2016.

## Palmarés internacional
| Juegos Olímpicos    | Juegos Olímpicos             | Juegos Olímpicos  | Juegos Olímpicos |
| Año                 | Lugar                        | Medalla           | Categoría        |
| ------------------- | ---------------------------- | ----------------- | ---------------- |
| 2012                | Londres (Reino Unido)        | Medalla de bronce | –49 kg           |
| Campeonato Mundial  |                              |                   |                  |
| Año                 | Lugar                        | Medalla           | Categoría        |
| 2013                | Puebla (México)              | Medalla de oro    | –49 kg           |
| Juegos Asiáticos    |                              |                   |                  |
| Año                 | Lugar                        | Medalla           | Categoría        |
| 2010                | Cantón (China)               | Medalla de bronce | –49 kg           |
| 2014                | Incheon (Corea del Sur)      | Medalla de oro    | –49 kg           |
| Campeonato Asiático |                              |                   |                  |
| Año                 | Lugar                        | Medalla           | Categoría        |
| 2010                | Astaná (Kazajistán)          | Medalla de bronce | –49 kg           |
| 2012                | Ciudad Ho Chi Minh (Vietnam) | Medalla de bronce | –49 kg           |
| 2014                | Taskent (Uzbekistán)         | Medalla de bronce | –49 kg           |
| 2016                | Pásay (Filipinas)            | Medalla de plata  | –53 kg           |